# Martina Sens
Martina Sens (* 9. Oktober 1964 in Bürstadt) ist eine in Österreich lebende deutsche Autorin.

## Leben und Wirken
Martina Sens schloss ihre Studien in den Fächern Germanistik, Soziologie und Pädagogik an der Universität Mannheim 1991 mit dem Magister Artium ab. Sie ist auch Heilpraktikerin, Reiki-Meisterin und Wirbelsäulentherapeutin.
Bekannt wurde sie durch das Publizieren literarischer, vor allem lyrischer Werke in Anthologien und Buchveröffentlichungen sowie durch Lesungen.
Sie arbeitet seit vielen Jahren in Ried im Innkreis und ist u. a. Mitglied bei der Innviertler Künstlergilde, beim Autorenkreis Linz und beim Österreichischen Schriftsteller/innenverband.

## Werke
- Lerne Lieben, Gedichte, Baden-Baden, 1985
- Dämmerung, Gedichte und/oder Miniaturgeschichten, Mannheim, 1986
- Serpentinen, Texte und Gedichte, Norderstedt, 1996
- Kata-Strophen, Lyrik, Gosau, 1999
- Taumelseel, Prosa und Lyrik, Aspach, 2002
- Hausmannskost, Erzählungen, Aspach, 2006
- KonSens, Lyrik, Gosau, 2010

## Auszeichnungen
- 1. Preis beim Lyrikwettbewerb des Gauke-Magazins (1987)
- Josef-Luitpold-Stern-Förderpreis (1997)
- 2. Platz im Literaturwettbewerb Almost Home in der Sparte Essay (1999)
- Anerkennungspreise beim Literaturwettbewerb um den Rosegger-Freundschaftskrug der Rosegger-Gesellschaft Mürzzuschlag (2002), beim Alberndorfer Literaturpreis AKUT 10 in der Sparte Prosa (2010 und 2011)
- Reisestipendium des Landes Oberösterreich (2002 und 2012)
- Literaturpreis Time-Shadow des Goethe-Instituts Washington (2009)
- Sonderpreis Lyrik der Alberndorfer Kulturtage 2009